# 掛田駅
掛田駅（かけだえき）は、福島県伊達市にあった福島交通掛田線の駅（廃駅）およびバス停である。

## 概要
伊達市南部、旧伊達郡霊山町の中心部に当たる掛田地区に位置する。かつての軌道線の駅であり、福島交通掛田線の終着駅であった。
1971年（昭和46年）に掛田線の廃線とともに廃止。路線廃止後は掛田駅前バス停となった。軌道線廃止後も駅舎はバス案内所や乗務員休憩所として用いられ、2023年（令和5年）1月31日現在、旧掛田線で唯一残る駅舎となっている。駅舎には出入口の「掛田驛」と書かれた看板や窓口の「出札口」の表示などが残されている。以前は福島駅から当停留所を経由し、霊山町内各地および相馬市に至るバス路線が存在していたが、利用客の減少により現在は全てのバスが当停留所で運行系統が分かれている。
2023年（令和5年）1月30日に、福島交通による掛田駅の復元工事が完了し、路面電車の備品や当時の写真などを展示する「路面電車ミュージアム」をオープンした。同年11月12日には霊山こどもの村に保存されていたモハ1115が整備の上移動され、構内に保存展示されており、車内への立ち入りも可能になっている。

## 歴史
- 1911年（明治44年）4月8日：大日本軌道福島支社[注釈 1]掛田線保原駅 - 当駅間開業に伴い開業。
- 1915年（大正4年）12月13日：当駅 - 川俣駅間延伸開業に伴い中間駅となる。
- 1926年（大正15年）12月2日：保原 - 掛田間が改軌・電化されて当駅まで電車運行開始。
- 1927年（昭和2年）6月28日：不採算、非電化路線として、当駅 - 川俣駅間が廃止される。
- 1971年（昭和46年）4月12日：全線廃止に伴い鉄道駅廃止。以後バス停として利用される。
- 2009年（平成21年）3月31日：霊山地域内の乗合タクシーの運行が本格化されるのにともない、掛田・移藪線、中川経由霊山神社線、霊山循環中川先回り線、掛田・梁川線の各バス路線が廃止。
- 2023年（令和5年）1月30日：路面電車ミュージアムをオープン[3]。

## 路線
福島交通福島支社
- 上ヶ戸経由福島駅東口（上ヶ戸経由掛田）
- 大波・宮下町経由福島駅東口（大波・宮下町経由掛田）
- 山戸田先回り循環
- 山野川経由霊山神社
- 掛田小学校
- 掛田駅前経由掛田小学校
- 文知摺観音・宮下町経由福島駅東口
- 追分

福島交通川俣出張所
- 川俣（京田）

## 周辺
- 福島県道45号丸森霊山線